# Leppäkoski

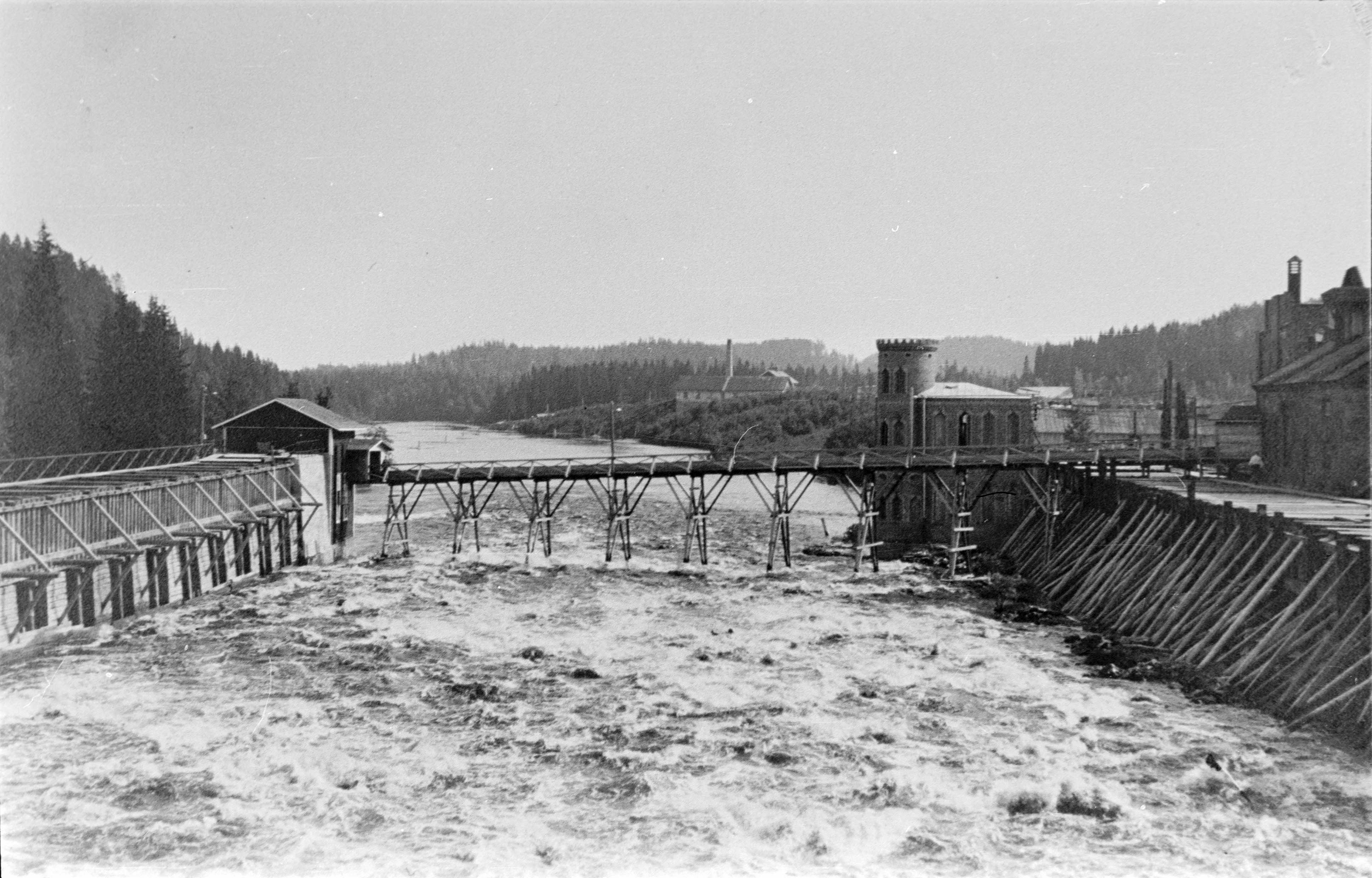
Leppäkoski på 1930-talet.

Leppäkoski är en ort, tidigare känd för sitt träsliperi, pappersbruk och sin sulfitcellulosafabrik i Karelen, tidigare Harlu socken.
Pappersbruket grundades 1893 och hade på 1930-talet omkring 250 anställda.